# Grandes autonomies et libertés
Grandes autonomies et libertés (en italien, Grandi Autonomie e Libertà) est un groupe parlementaire constitué au Sénat italien le 20 mars 2013. Il comprenait à sa création 12 sénateurs et son président est Mario Ferrara.
En février 2016, il en comporte 15 qui ont été élus sur les listes du Peuple de la liberté, de la Ligue du Nord, du Mouvement 5 et de Choix citoyen pour l'Italie.
Le 21 décembre 2017, à la suite de l'adhésion au groupe des sénateurs de l'UdC, il a changé son nom en Grandes autonomies et libertés - Union des Démocrates Chrétiens et Démocrates du Centre.